# Jorge Alberto Cavazos Arizpe

Wappen als Bischof von San Juan de los Lagos

Jorge Alberto Cavazos Arizpe (* 31. Juli 1962 in Monterrey) ist ein mexikanischer Geistlicher und römisch-katholischer Erzbischof von San Luis Potosí.

## Leben
Jorge Alberto Cavazos Arizpe empfing am 31. Januar 1989 die Priesterweihe für das Erzbistum Monterrey.
Papst Benedikt XVI. ernannte ihn am 7. Januar 2009 zum Titularbischof von Isola und Weihbischof in Monterrey. Der emeritierte Erzbischof von Monterrey, Adolfo Antonio Kardinal Suárez Rivera, spendete ihm am 26. März desselben Jahres die Bischofsweihe; Mitkonsekratoren waren Erzbischof Christophe Pierre, Apostolischer Nuntius in Mexiko, und Miguel Ángel Alba Díaz, Bischof von La Paz en la Baja California Sur.
Vom 7. Februar bis zum 3. Oktober 2012 war er während der Sedisvakanz Diözesanadministrator von Monterrey.
Papst Franziskus ernannte ihn am 2. April 2016 zum Bischof von San Juan de los Lagos. Die Amtseinführung fand am 20. Mai desselben Jahres statt.
Am 26. März 2022 ernannte ihn Papst Franziskus zum Erzbischof von San Luis Potosí. Die Amtseinführung fand am 30. Juni desselben Jahres statt. Das Bistum San Juan de los Lagos verwaltete er noch bis zur Amtseinführung seines Nachfolgers José Leopoldo González González am 25. Mai 2024 als Apostolischer Administrator.